# Daiya-monde
『daiya-monde』（ダイヤモンド）は、矢井田瞳の1枚目のオリジナルアルバム。2000年10月25日発売。発売元は東芝EMI。

## 解説
メジャーデビューアルバムとなる本作。インディーズデビューシングル『Howling』から約5ヶ月、メジャーデビューから約3ヶ月の速さで発売されたアルバム。9月に実質的なミニアルバムである『I LIKE 2』を発売しているため、アルバムとしては2作目である。
アルバム・タイトルは矢井田自身による造語で、宝石のダイヤモンドのほか、daiya（自身の苗字"ヤイダ"の逆読み） + monde（フランス語で「世界」の意味）で「矢井田の世界」を表す。このような独自の表現は、本作以降のアルバムタイトルでも用いられている。
本作はデビューアルバムにして、自身初のオリコンチャート1位を記録。同社集計で約70万枚を売り上げるヒットになった。
ジャケット写真はアイスランドで撮影された。
先行シングルとなった「My Sweet Darlin'」は、メジャー二枚目のシングル。爆発的ヒットにはならなかったものの、印象深いサビのフレーズや、それまでの女性シンガーソングライターにあまり見られなかった独特のスタイルが注目を集めヒット。本作ヒットの足がかりとなった。そのタイトルは、シングルでは全て小文字表記だったが、本作では各単語の頭文字が大文字で表記され、以降のアルバムでも本作と同じ表記となっている。
「Nothing」は、メジャーデビュー前の1999年に、テレビ東京のテレビアニメ『魔装機神サイバスター』にSEESEE名義で使用された楽曲。オリジナルのタイトルは「nothing」と全小文字表記であったものを頭文字を大文字に改題し、セルフカヴァーしている。

## 収録曲
| 全作詞: Yaiko、全編曲: Diamond◆Head。 |                                                     |           |          |      |
| #                                     | タイトル                                            | 作詞      | 作曲     | 時間 |
| 1.                                    | 「How? (U.K. mix)」(インディーズ・シングル収録曲)   | Yaiko     | Yaiko    | 5:12 |
| 2.                                    | 「Everything Is In Our Mind」                       | Yaiko     | Yaiko    | 3:06 |
| 3.                                    | 「B'coz I Love You」(メジャーデビューシングル)      | Yaiko     | Yaiko    | 3:17 |
| 4.                                    | 「Your Kiss」                                       | Yaiko     | Yaiko    | 3:50 |
| 5.                                    | 「My Sweet Darlin'」(メジャー2ndシングル)           | Yaiko     | Yaiko    | 3:18 |
| 6.                                    | 「Girl's Talk」                                     | Yaiko     | Yaiko    | 2:27 |
| 7.                                    | 「もしものうた」                                    | Yaiko     | Yaiko    | 2:50 |
| 8.                                    | 「ねえ」(メジャーデビューシングルのカップリング曲)  | Yaiko     | Yaiko    | 4:04 |
| 9.                                    | 「大阪ジェンヌ」                                    | Yaiko     | 片岡大志 | 1:12 |
| 10.                                   | 「I like (U.K. mix)」(インディーズ・シングル収録曲) | Yaiko     | Yaiko    | 3:16 |
| 11.                                   | 「Nothing」                                         | Yaiko     | Yaiko    | 4:57 |
| 合計時間:                             | 合計時間:                                           | 合計時間: | 37:49    |      |

### タイアップ
- TBS系「COUNT DOWN TV」エンディングテーマ（M-3）
- ニコン・デジタルカメラ「COOLPIX」CMソング（M-5）
- 日本テレビ系「AX MUSIC-FACTORY」AX POWER PLAY（M-5）